# Абдаштарт II
Абдаштарт II (фінік. , дав.-гр. Στράτων) — цар фінікійського міста Сідон у 341— 334 рр. до н. е.
Був посаджений на трон Артаксерксом III, який вирішив відновити Сідон після вчиненого ним у 345 р. до н. е. розгрому. За наказом Дарія III у 334 р. до н. е. разом із флотом відплив до Егейського моря, щоб допомогти персам у війні з Александром Великим. Однак у 333 р. до н. е., скориставшись відсутністю царя, сідоняни повстали, скинули Абдаштарта II з престолу і запросили до себе македонський гарнізон. Александр Македонський поставив на трон Абдалоніма.